# 1032
Năm 1032 là một năm trong lịch Julius.